# 퍼펙트 게임 (볼링)
볼링에서 퍼펙트 게임(perfect game)은 한 게임에서 모든 프레임 합산 300점을 얻는 것을 말한다. 300점은 볼링의 한 게임에서 획득할 수 있는 최고 점수이며, 모든 프레임(10개)에서 스트라이크를 성공시켰을 때 달성할 수 있다. 이는 스트라이크는 이후 획득하는 두 번의 점수를 모두 더하여 계산하기 때문에, 각 프레임에서 30점씩을 획득할 수 있기 때문이다.

## 같이 보기
- 맥시멈 브레이크
- 퍼펙트 게임
- 나인볼